# Nesobasis caerulescens
Nesobasis caerulescens – gatunek ważki z rodziny łątkowatych (Coenagrionidae). Endemit wyspy Viti Levu należącej do Fidżi. Opisał go T.W. Donnelly w 1990 roku w oparciu o dwa okazy samic odłowione w styczniu 1987 roku na dwóch różnych stanowiskach.